# Tomasz Cebula
Tomasz Cebula (Brzeziny, 31 maart 1966) is een voormalig profvoetballer uit Polen. Hij sloot zijn carrière in 2001 af bij Đà Nẵng FC in Vietnam. Nadien stapte hij het trainersvak in.

## Interlandcarrière
Cebula kwam in totaal twaalf keer (geen doelpunten) uit voor de nationale ploeg van Polen. Hij maakte zijn debuut op 19 december 1990 in de vriendschappelijke uitwedstrijd tegen Griekenland (1-2), net als Kazimierz Sidorczuk, Dariusz Grzesik en Andrzej Lesiak. Cebula moest in dat duel na 82 minuten plaatsmaken voor Grzesik.

## Erelijst
ŁKS Łódź
- Pools landskampioen

1998